# 高志森
高志森，MH（1958年8月6日—），原籍广东中山，香港導演、監製、策劃、編劇、剪輯、出品人及演員、主持人，是香港跨媒体人。高志森的作品包括電影、電視劇、演唱會及舞台劇、电视节目等，也是春天舞台製作有限公司創辦人，香港创意创新教育推动者。

## 簡介

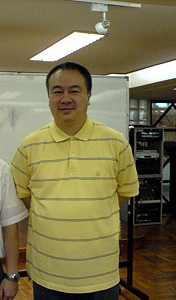
2009年照片

高志森曾就讀於基督教香港信義會紅磡信義學校和觀塘瑪利諾書院（中一至中三）。於中三離校後，到澳門入讀勵群中學，為該校第38屆畢業生。之後获香港著名剧作家梁立人先生的赏识，在1977年加入丽的电视（亞洲電視前身）當上2年編劇，入行時他還只有19歲，曾參與的劇本有《李後主》、《鱷魚淚》、《變色龍》、《新變色龍》等電視劇，之後轉往無線電視擔任助理編導。1979年他開始编写电影剧本，1984年正式执导影片。
高志森曾编剧、执导了多部华语影坛叱咤风云、最卖座的喜剧电影，多部巨星汇聚、经典的贺岁片如《家有囍事》、《花田囍事》、《大富之家》等，青春偶像电影《开心鬼》系列、《大赢家》、《圣诞快乐》等，以及至今也为人津津乐道的经典香港喜剧电影《富贵逼人》系列、《豪门夜宴》、《水浒笑传》、《洪福齐天》、《合家欢》、《鸡同鸭讲》等等，整个华语电影界最高票房的喜剧电影纪录，就是高志森创造的。而高志森也曾拍摄过特别的三级片，如联同香江才子黄霑合作的《不文骚》、《大咸湿》等等。八面玲珑、多才多艺的高志森，与刘镇伟导演、王晶导演，以及其徒弟马伟豪导演、谷德昭导演等，并称为中国香港和华语电影界的喜剧能手。
高志森导演喜欢起用新人以及特别的性格演员，担纲演出，如《开心鬼》系列、《圣诞快乐》等，就大获好评，成功发掘出多位香港新生代偶像和好戏之人。高志森最惊人及成功的创意，是九十年代初，大胆以歌舞和女性电影等非主流元素，创作和制作了卖座的《我和春天有个约会》的电影和舞台剧。在八十年代末九十年代初的创作中，高志森的作品，如《富贵逼人》系列（《富贵逼人》系列探讨香港回归和移民问题，《富贵黄金屋》针砭地产霸权），更加入众多针砭香港社会问题的讽刺笑话，让观众在欢笑之余，更可反思社会的种种问题，领略到喜剧电影最大的社会责任和乐趣。其作品成本低，创作大胆、天马行空，而且娱乐性丰富，极之卖座，成为华语影坛中能兼顾艺术性、社会责任和商业性的导演。
在华语电影界，高志森有“电影万金油”之称，皆因高志森除导演工作外，无论是电影的策划、融资、编剧、创作，还是导演、演员、布景、美术，甚至连许多后期如剪接、混音、配音、宣传等高志森都会一一亲身参与。而高志森也是华语电影研究学者，曾在中国香港及两岸多家高校、学术讲座开设电影课程，介绍香港和华语电影历史，与及教导年轻人如何创作。1999年，高志森与已故的香江才子黄霑，更联袂举办多个创新和创意讲座，推动香港创业产业发展。目前高志森旗下有自己的电影公司、舞台剧团、创意工作室。高志森的创作和创意更延伸到综艺节目和综合性晚会，曾主创导演监制过多台综合性晚会，如香港电影金像奖、香港回归庆典、香港国庆晚会、澳门回归晚会等。
高志森以擅於製作喜劇見稱，尤其注重主題意識，所拍攝的作品都以富啟發性見稱。他最為人熟悉的作品都是早期拍製，計有《开心鬼》、《富贵逼人》、《鸡同鸭讲》、《家有喜事》系列。這些影片當年都獲得不俗票房，尤其是《家有喜事》，1992年上映，總票房$48,992,188港元，打破當年香港票房紀錄。
九十年代中港產片市道蕭條，高志森乃轉攻舞台劇，最膾炙人口的乃《南海十三郎》和《我和春天有個約會》。兩部舞台劇都先後出現了電影版本。
1995年，由於對當時香港的電影業前景感到不滿，高志森與家人在當年移民美國夏威夷，誰料我和春天有個約會在香港大收特收，結果高志森在這段期間經常都要港美兩邊走，間接使其家庭破裂。其後，高志森更在1996年憑執導的《南海十三郎》獲得第34屆臺灣金馬獎最佳剪輯獎，及獲得最佳導演獎提名。
2011年12月，高志森為亞視主持節目《高志森微博》，並於2012年1月1日播出。
2019年，高志森於香港浸會大學電影學院「電影電視與數碼媒體藝術(製作)碩士學位課程」任兼職講師及香港演藝學院電影電視學院作到訪藝術家

## 獲頒榮銜
- 一九九七年第三十四屆金馬獎最佳剪輯獎
- 二零零六年香港政府頒授榮譽勳章(MH)
- 二零零八香港藝術發展獎─「藝術推廣獎」（個人）金獎
- 香港戲劇協會第十八屆香港舞台劇獎─廿五周年紀念獎「傑出藝術行政獎」
- 二零一二年香港理工大學大學院士榮銜[8]

## 家庭
高志森於1984年結婚。1995年，與妻子及兩名女兒移民到夏威夷。兩個女兒更在美國大學就讀，因與太太分隔兩地，於1998年跟妻子離婚。高志森前女友為著名舞台劇演員焦媛，兩人由1997年拍拖及同居。2020年，焦媛接受傳媒訪問時表示已經跟高志森分手逾一年。

## 電影導演

### 1980年代
- 開心鬼（1984）
- 聖誕快樂（1984）
- 開心鬼放暑假（1985）
- 痴心的我（1986）
- 富貴逼人（1987）
- 鬼馬校園（1987）
- 富貴再逼人（1988）
- 雞同鴨講（1988）
- 合家歡（1989）
- 發達秘笈（1989）
- 偷情先生（1989）

### 1990年代
- 開心鬼救開心鬼（1990）
- 洪福齊天（1991）
- 豪門夜宴（1991）
- 老豆唔怕多（1991）
- 家有囍事（1992）
- 富貴黃金屋（1992）
- 夏日情人（1992）
- 花田囍事（1993）
- 水滸笑傳（1993）
- 大富之家（1994）
- 年年有今日（1994）
- 我和春天有個約會（1994）
- 伴我同行（1994）
- 人間有情（1995）
- 偷錯隔牆花（1995）
- 南海十三郎（1997）
- 豆丁奇遇記（1997）
- 九星報喜（1998）

### 2000年代之後
- 大贏家（2000）
- 愛情敏感地帶（2000）
- 創業玩家（2000）
- 我的大舊父母（2004）
- 浪漫春情（2004）
- 媽咪俠（2015）
- 女人永遠是對的（2017）
- 朝花夕拾芳華絕代 拾芳（2019）

## 演員作品
| 年 份  | 片 名                    | 角 色          | 合 作                  | 備 註 |
| 1981年 | 不准掉頭                 |                |                        |       |
| 1982年 | 小生怕怕                 |                |                        |       |
| 1984年 | 聖誕快樂                 |                |                        |       |
| 1984年 | 開心鬼                   |                |                        |       |
| 1985年 | 為你鍾情                 |                |                        |       |
| 1985年 | 開心鬼放暑假             | 水運會裁判     |                        | 客串  |
| 1986年 | 龍在江湖                 |                |                        |       |
| 1986年 | 八喜臨門                 |                |                        |       |
| 1986年 | 雙龍吐珠                 |                |                        |       |
| 1986年 | 痴心的我                 | 海灘遊客       |                        | 客串  |
| 1987年 | 美男子                   |                |                        |       |
| 1987年 | 富貴逼人                 | 雷達驃同事     | 董驃                   | 客串  |
| 1987年 | 不是冤家不聚頭           |                |                        |       |
| 1988年 | 富貴再逼人               | 新聞播報員     |                        | 客串  |
| 1988年 | 猛鬼佛跳牆               |                |                        |       |
| 1988年 | 雞同鴨講                 | 廚師           |                        | 客串  |
| 1989年 | 合家歡                   | 外景節目主持人 | 許冠文                 | 客串  |
| 1989年 | 單身貴族                 |                |                        |       |
| 1989年 | 偷情先生                 |                |                        |       |
| 1990年 | 開心鬼救開心鬼           | 廁所途人       | 黃百鳴                 | 客串  |
| 1990年 | 不文小丈夫               |                |                        |       |
| 1990年 | 救命宣言                 | 陳醫生         | 鄭浩南、任達華、盧冠廷 |       |
| 1991年 | Beyond日記之莫欺少年窮   |                |                        |       |
| 1991年 | 洪福齊天                 |                |                        |       |
| 1991年 | 黐線枕邊人               | Robert         |                        |       |
| 1992年 | 雙龍會                   | 店長           |                        |       |
| 1992年 | 不文騷                   |                |                        |       |
| 1992年 | 富貴黃金屋               | 討債流氓       |                        |       |
| 1992年 | 何日金再來               |                |                        |       |
| 1992年 | 家有囍事                 | 卡拉OK顧客     | 吳君如                 | 客串  |
| 1993年 | 花田囍事                 | 客棧外淫媒     | 張國榮、毛舜筠         | 客串  |
| 1993年 | 水滸笑傳                 |                |                        |       |
| 1994年 | 記得香蕉成熟時II初戀情人 |                |                        |       |
| 1994年 | 大富之家                 |                |                        |       |
| 1994年 | 年年有今日               |                |                        |       |
| 1996年 | 金枝玉葉                 |                |                        |       |
| 1996年 | 浪漫風暴                 | 懲教官         |                        |       |
| 1997年 | 熱血最強                 | 醫生           |                        |       |
| 1998年 | 九星報喜                 |                |                        |       |
| 2004年 | 我的大嚿父母             | 冒牌大學教授   |                        | 客串  |
| 2008年 | 天水圍的日與夜           | 貴姐之弟       |                        | 客串  |
| 2010年 | 歲月神偷                 | 鞋店顧客       |                        | 客串  |
| 2019年 | 双魂                     |                |                        | 客串  |

## 電影編劇
- 《創業玩家》
- 《豪門夜宴》
- 《縱橫四海》
- 《富貴再逼人》
- 《富貴逼人》
- 《痴心的我》
- 《八喜臨門》
- 《開心鬼放暑假》
- 《為你鍾情》
- 《開心鬼》
- 《陰陽錯》
- 《檸檬可樂》
- 《不准掉頭》

## 電視節目

### 2012年

#### 亞洲電視
- 《高志森微博》主持
- 《與星光同行》主持

## 评审

### 2016年
- 《星剧本》 决赛评审

## 爭議言論

### 拿假支票反指張國榮收錢不認帳
1994年7月，高志森想請張國榮拍《香江花月夜》，但當時張國榮屬黃百鳴東方電影旗下藝人，並已安排他接拍于仁泰的《夜半歌聲》。高志森以飯局為名，寫下一張支票給張國榮，稱以示誠意。張國榮講明，因為他是黃百鳴旗下藝人，所以他的檔期由黃百鳴決定，對方已安排他接拍《夜半歌聲》，所以他無權決定。但礙於情面，故張國榮不好拒絕，暫且收下支票，並打算詢問黃百鳴意見。豈料未幾高志森卻接受周刊訪問，指張國榮收錢不認帳，文章還刊登一張無畫死線的「300萬支票」。高志森於訪開中稱「我有權告張國榮！」其後張國榮在《娛樂性騷擾》節目中講述事件，指當高志森是朋友才暫時收下支票，但數目不是300萬，而是100萬，自己曾多次拒絕並且表明要問黃百鳴意見才能決定，豈料高志森先發制人，拿出一張「300萬」假支票接受訪問，反指張國榮收錢不認帳。 

### 「冇家教」論被轟無恥
2012年8月31日，高志森於面書回應學民思潮就反對推行德育及國民教育課進行絕食是作秀，並指學民思潮召集人黃之鋒不與前往慰問的時任行政長官梁振英握手是沒家教，高的回應被網民廣泛討論，有網民發起罷看高有份參與的電影與舞台劇，對此，高隔天回應說︰「我看不到黃之鋒向梁振英鞠躬的畫面，我收回沒家教言論及道歉。我不認為作秀是貶義，雙方都作秀，我也是作秀，我沒否定這群年輕人的行動。」

### 諷刺為「真普選」而絕食的學生應以絕育代替
政治立場方面，高志森立場親中共，經常發表立場受爭議的言論。
2014年佔領中環期間，曾貼文回應學民思潮成員宣佈無限期絕食的新聞，留言指「自焚算了吧，快、狠、準！」之後再留言指「你唔好睇我肥肥哋，我每日都有22個鐘頭絕食架（㗎）」竟然以自焚來開玩笑。之後被多人公開譴責，其中有1996年曾遭遇八仙嶺山火的十大傑出青年張潤衡於面書指責，不要以燒傷的過程來開玩笑。後來香港著名藝員黃秋生亦對高志森作出批評，稱「低智森沒有改錯名」，認為他將絕食跟自焚相提並論是低智的表現。於2014年更呼籲為爭取真普選而絕食的學生以絕育代替絕食，「一人一紥要求人大收回決定」

### 批評法官輕判幫示威者
高志森於2017年2月，七警被控在添馬公園暗角毆打曾健超一案，主審法官裁定七人「罪成」同日，在個人社交平台發文「黃絲法官偏幫亂港反港份子，本土港獨暴徒縱火、打警察、破壞公物，狗官就輕判、甚至判無罪，實在偏頗至極。」高志森之後又轉載「幫港出聲」有關七警的帖文，並寫道：「不究其因，就是不公。」。同月17日，高志森把面書上有關之言論刪除。

### 稱中共「八九六四」暴力鎮壓學生市民的做法是對的
2018年6月7日，曾表明「反對北京政府暴力鎮壓學生市民」的高志森在臉書表示佔中和旺角示威讓他以為反華勢力無時無刻想盡辦法破壞社會，故為自己「當年的無知感到痛心」，並改稱北京政府當年的做法是「果斷處理」，否則野火燒遍全國造成四分五裂，「中國那有今天的繁榮昌盛？」

### 2019年在網上發表撐警言論
2019年撤回逃犯條例示威期間，高志森在網上發表撐警言論，支持警察拘捕示威者。
其後，中共設國安法時，高志森亦高調支持。

### 批评罗家英悼念英女王
2022年9月，羅家英在Instagram上发文悼念伊丽莎白二世的逝世，并留言写道「在英女王统治期间，香港是一片福地」，引来中国民族主义者的愤怒和批评。高志森于15日在微博上发布一段道歉的视频和删除帖文平息纷争。

## 外部連結
- 《我和春天有個約會》監製 高志森
- 春天舞台製作有限公司 （页面存档备份，存于）
- 高志森在互联网电影资料库（IMDb）上的資料（英文）（英文）
- 在AllMovie上高志森的頁面（英文）
- 在AllMovie上高志森的頁面（英文）
- 高志森在香港影庫上的簡介
- 高志森在豆瓣上的资料（简体中文）
- 高志森在时光网上的簡介（简体中文）
- 高志森 （页面存档备份，存于）的新浪微博